# Maaike Meijer
Maaike Meijer (Eindhoven, 25 de gener de 1949) és una escriptora neerlandesa. És professora emèrita de la Universitat de Maastricht.

## Trajectòria
Maaike Meijer naix a Eindhoven el 1949 i es doctorà cum laude en la Universitat d'Utrecht el 1988 amb la tesi De lust tot reading. Hi sostenia que les dones poetes havien estat passades per alt i que calia una revisió menys tècnica de la seua obra. Treballà durant deu anys en la mateixa universitat, i va dirigir els estudiants de doctorat d'estudis femenins de postgrau. De 1997 a 1999, fou la primera professora de la càtedra Opzij de la Universitat de Maastricht. Va impartir classes de Gènere, representació i poder.

## Treballs i publicacions
El 1972, Meijer fou una de les fundadores del grup d'acció feminista lesbiana Setembre Porpra, una escissió de Dolle Mina. El 1979 edità Lesbian beautiful. Fou columnista de la revista lesbiana Diva i participà en el primer editorial de la revista lesbiana Lust en Gratie.
El 1998 publicà La musa desafiadora i es convertí en professora titular d'estudis de gènere en el Centre de Gènere i Diversitat de la Universitat de Maastricht. El seu llibre La musa desafiadora estudia la història dels "poemes feministes holandesos i flamencs des de l'edat mitjana fins a l'actualitat" i inclou extractes de poesia i biografies de les poetes. El llibre era bilingüe i incorporava traduccions a l'anglés. Defensa que hi ha dones poetes millors però no tan conegudes com alguns poetes masculins.
Meijer col·laborà amb biografies amb l'Enciclopèdia Internacional de la Cultura Queer de Routledge, editada el 2006.
Ha treballat en teoria de la poesia i en estudis culturals. El 2011 publicà una biografia de M. Vasalis. Maijer va reconstruir la biografia de Vasalis amb l'ajut dels seus descendents, feta, però, amb compte, ja que Vasalis sempre havia protegit la seua identitat i privacitat durant la seua vida, però Maijer assenyalà que havia guardat els documents amb cura i n'havia destruït alguns, i indicà que era conscient que amb el temps serien llegits.
Es va jubilar el 2014; continuà, però, investigant, escrivint i parlant. El 2018 publicà una biografia de la poeta i il·lustradora neerlandesa Fritzi Harmsen van Beek. Se centra en entrevistes amb persones que la van conéixer i va ser nominat per a un premi literari.